# Török rali
A Török rali (hivatalosan: Rally of Turkey) egy raliverseny Törökországban. Első alkalommal 2000-ben került megrendezésre, 2003 és 2008 között a rali-világbajnokság versenynaptárában is szerepelt. Törökországban 1972-ben rendezték az első nemzetközi rali-versenyt, majd 1999-ben született az ötlet egy rali-világbajnokságra kandidáló futam rendezéséről. A verseny három év után bekerült a világbajnokság állomásai közé, és 2008-ig annak része volt. 2009-ben az FIA rotációs rendszerének köszönhetően, mellyel négy helyszínnel csökkentette versenyei számát, a török futam nem került megrendezésre.

## Győztesek
| #  | Év    | Versenyző        | Navigátor          | Autó                  |
| -- | ----- | ---------------- | ------------------ | --------------------- |
| 13 | 2020  | Elfyn Evans      | Scott Martin       | Toyota Yaris WRC      |
| 12 | 2019  | Sébastien Ogier  | Julien Ingrassia   | Citroën C3 WRC        |
| 11 | 2018  | Ott Tänak        | Martin Järveoja    | Toyota Yaris WRC      |
| 10 | 2010  | Sébastien Loeb   | Daniel Elena       | Citroën C4 WRC        |
| 9  | 2008  | Mikko Hirvonen   | Jarmo Lehtinen     | Ford Focus RS WRC     |
| 8  | 20071 | Nicolas Vouilloz | Nicolas Klinger    | Peugeot 207 Super2000 |
| 7  | 2006  | Marcus Grönholm  | Timo Rautiainen    | Ford Focus RS WRC     |
| 6  | 2005  | Sébastien Loeb   | Daniel Elena       | Citroën Xsara WRC     |
| 5  | 2004  | Sébastien Loeb   | Daniel Elena       | Citroën Xsara WRC     |
| 4  | 2003  | Carlos Sainz     | Marc Martí         | Citroën Xsara WRC     |
| 3  | 20021 | Ercan Kazaz      | Cem Bakançocukları | Subaru Impreza WRX    |
| 2  | 20011 | Serkan Yazıcı    | Erkan Bodur        | Toyota Corolla WRC    |
| 1  | 20001 | Volkan Işık      | Yusuf Avimelek     | Subaru Impreza        |

1 Nem a világbajnokság része